# Ernest Henley
Ernest M. Henley (Alemanha, 10 de junho de 1924 – 26 de março de 2017) foi um físico nuclear estadunidense.

## Obras
- com Walter Thirring: Elementare Quantenfeldtheorie, BI 1975 (original em inglês: Elementary Quantum Field Theory, McGraw Hill 1962)
- com Hans Frauenfelder: Nuclear and Particle Physics, Benjamin 1975
- com Hans Frauenfelder: Subatomic Physics, Prentice-Hall 1974, 2. Edição 1991, em alemão: Teilchen und Kerne: Subatomare Physik, Oldenbourg 1979, 4. Edição 1999
- com Alejandro Garcia: Subatomic Physics, World Scientific 2007
- Editor com Wick Haxton: Symmetries and Fundamental Interactions in Nuclei, World Scientific 1995
- com J. Gregory Dash: Physics around us : how and why things work, World Scientific 2012
- Editor com Stephen D. Ellis: 100 years of subatomic physics, World Scientific 2013 (com um capítulo de Henley e Garcia sobre a história da física nuclear)